# Euodynerus nigripennis
Euodynerus nigripennis är en stekelart som först beskrevs av Holmgren 1868.  Euodynerus nigripennis ingår i släktet kamgetingar, och familjen Eumenidae. Inga underarter finns listade i Catalogue of Life.